# Avenches (huyện)
Huyện Avenches (tiếng Pháp: District du Avenches, tiếng Đức: Bezirk Avenches) là một huyện hành chính của Thụy Sĩ. Huyện này thuộc bang Vaud. Huyện Avenches có diện tích 60 km², dân số theo thống kê của cục thống kê Thụy Sĩ năm 1999 là 6217 người. Trung tâm của huyện đóng ở Avenches. Mã của huyện là 2203.